# Reliant
Reliant – dawne brytyjskie przedsiębiorstwo branży motoryzacyjnej zajmujące się produkcją samochodów osobowych. Do produkowanych pojazdów należały m.in. trójkołowe samochody miejskie (Regal, Robin, Rialto) oraz samochody sportowe (Scimitar, Sabre).
Przedsiębiorstwo założone zostało w 1935 roku w Tamworth, w Anglii. W 2001 roku siedzibę przeniesiono do Cannock, a rok później produkcja samochodów została zakończona.

## Modele[2]
- Reliant (1935-1950)
- Regent (1950-1953)
- Regal (1953-1973)
- Sabre (1961-1963)
- Scimitar (1964-1986)
- Rebel (1964-1974)
- Anadol (przeznaczony na rynek turecki)
- Ant (1967-1987)
- Bong Bug (1970-1974)
- Robin (1973-1981, 1990–2002)
- Kitten (1975-1982)
- Rialto (1982-1998)
- Lucas Hybrid Car (1982)
- Fox (1983-1990)
- Cipher
- Zoe (1986)

## Galeria

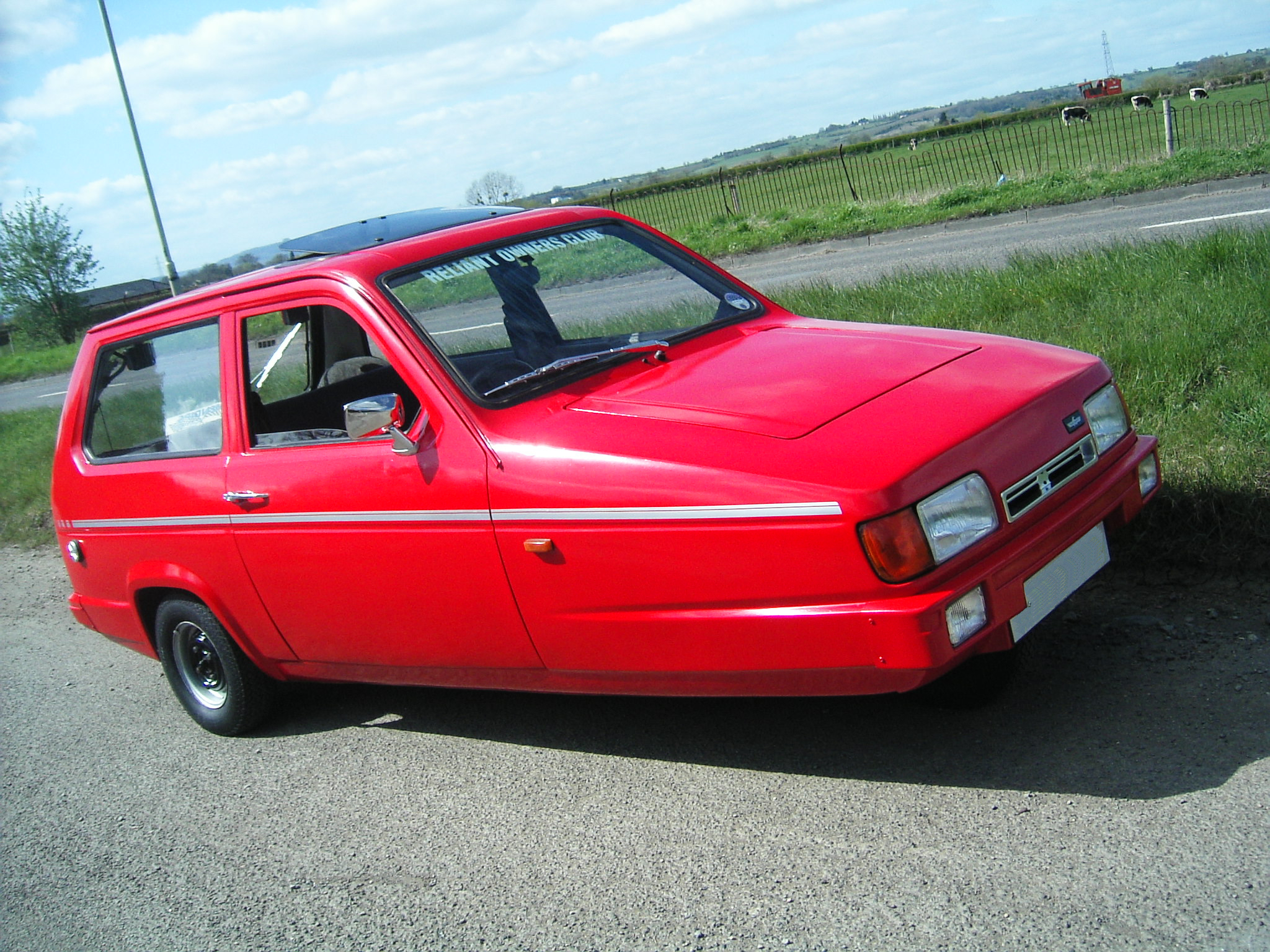
Reliant Robin
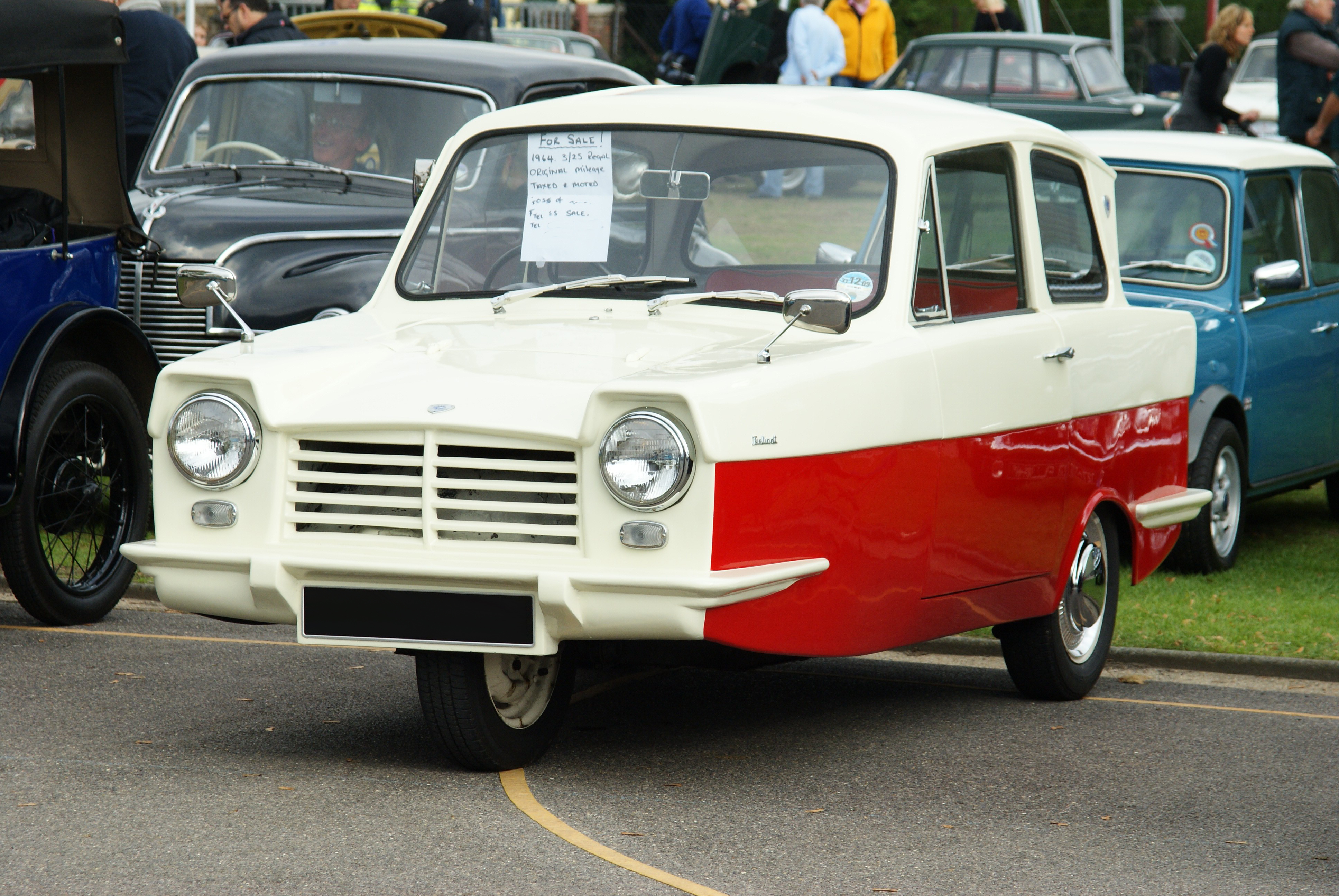
Reliant Regal
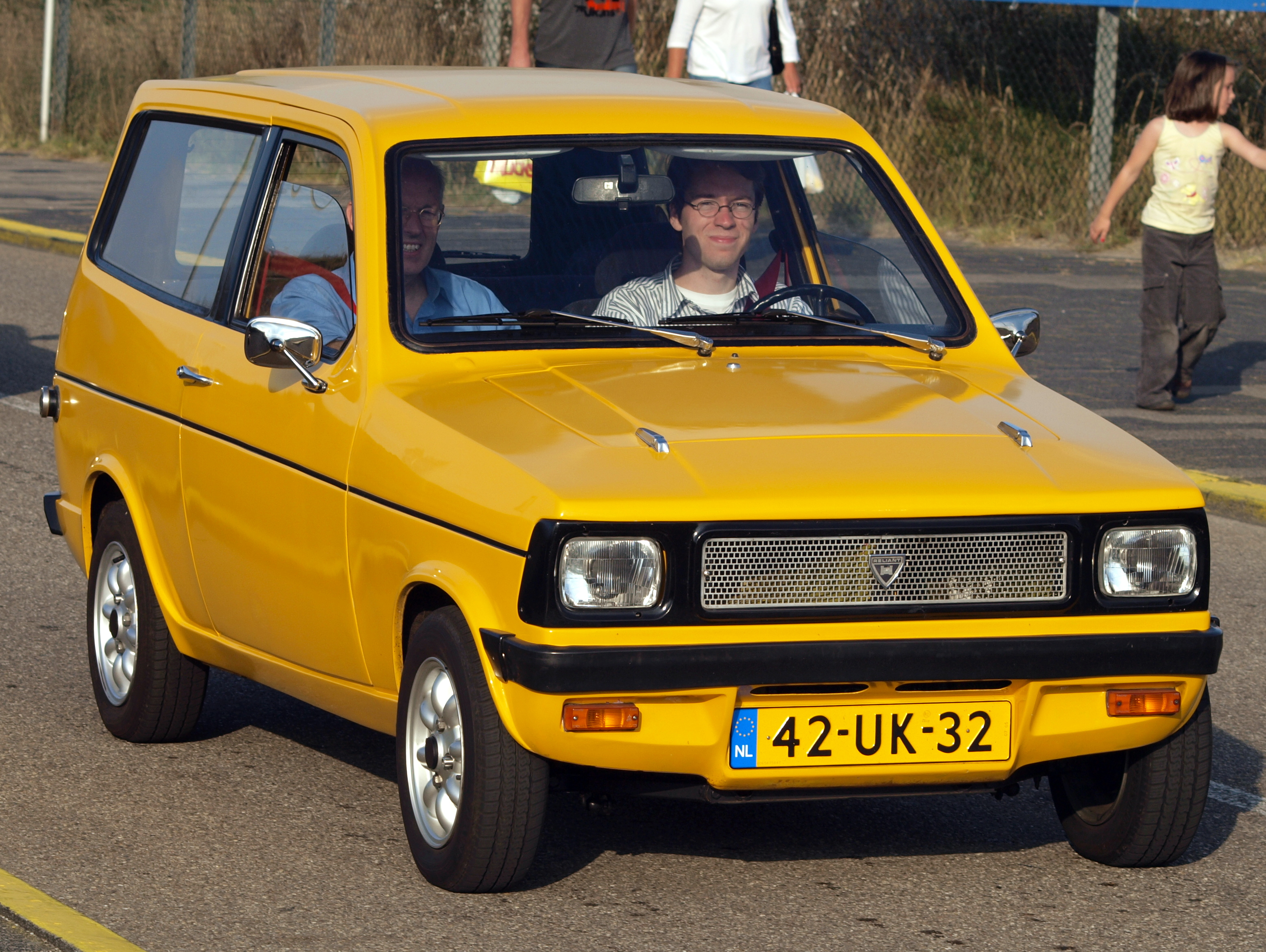
Reliant Kitten Estate
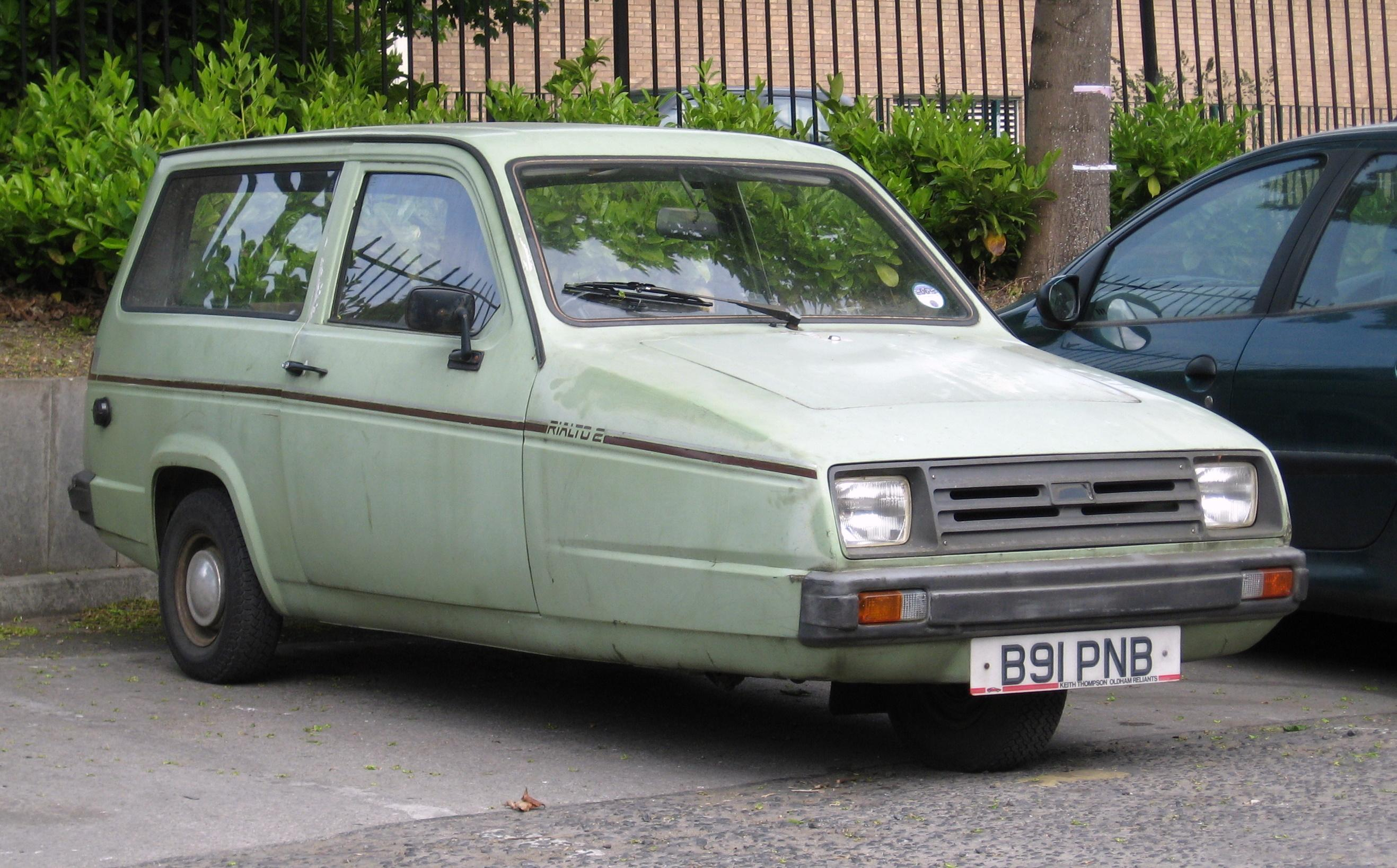
Reliant Rialto
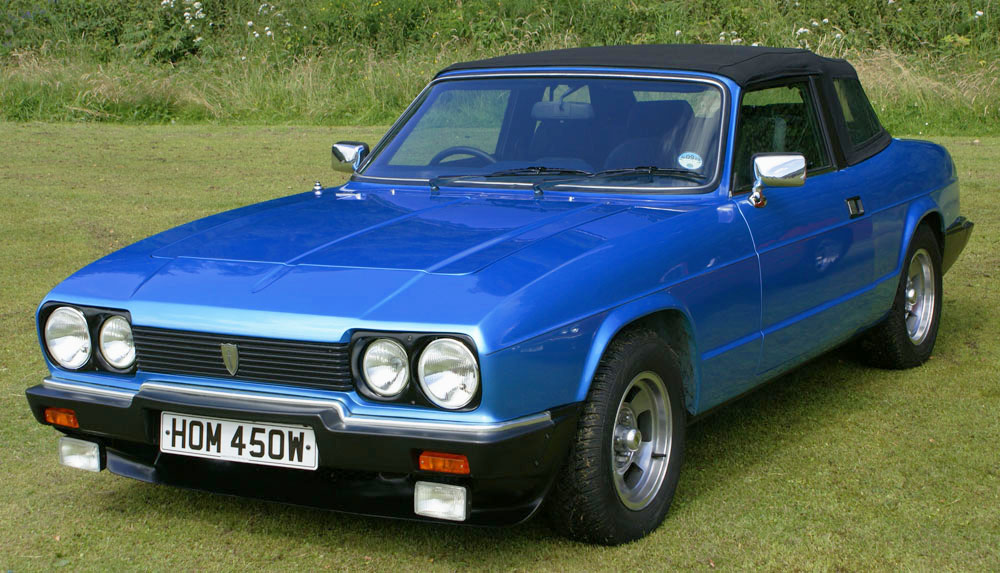
Reliant Scimitar GTC